# 下霍护国灵贶王庙
下霍护国灵贶王庙，位于山西省长治市长子县东南八公里的丹朱镇下霍村东南白云山（八里洼自然村），周围为农田。庙宇创建于宋宣和四年（1122年），是长子县现存最为宏伟的一处古建筑群，现存正殿，是为数不多的金代木构建筑遗存，已列为全国重点文物保护单位。

## 历史
下霍护国灵贶王庙祭祀上古神话传说中射落九日的后羿。北宋崇宁年间（1102-1106），宋徽宗敕封后羿为“灵贶王”，主司防旱祈雨，每年农历六月初六日派官员到相传后羿射日的地点屯留县三嵕山举行祭祀。民间极为崇信灵贶王能行云布雨，每年二月十二的“迎神赛社”极为盛大，白云山庙会曾经号称为华北四大庙会之一。
1949年以后，下霍护国灵贶王庙被占用为仓库，1977年后闲置。1997年，由长子县戏曲艺术学校占用。 

## 建筑
下霍护国灵贶王庙坐北朝南，占地面积2891平方米，包括南部的戏院与北部的庙院两部分，其中正殿为金代遗构，其余山门、献殿及东西厢房等为清代建筑，系康熙四十一年（1702年）、康熙五十六年（1717年）重修。
正殿为金代建筑遗构，面阔三间，进深六椽，单檐悬山顶，琉璃脊饰。当心间柱头有金大定二十四年（1184年）功德题记“大定甲辰岁十月十五日”，门枕石有金明昌五年（1194年）题记。建筑结构具有明显的金代建筑特征，其梁架、斗栱等大木作构件基本为金代遗构，与《营造法式》吻合。檐下斗栱硕大，柱头斗栱六铺作单杪双下昂。大殿内塑有后羿和嫦娥塑像，东西山墙上绘有护国灵贶王行云布雨图。大殿前廊两侧山墙上的彩塑，雷公、电母、风伯、雨师四尊浮雕神像，为近年创作，亦为精品。
清代所建的献殿紧靠在正殿之前，遮挡了正殿的全貌。献殿为卷棚顶，面阔五间，进深四椽。献殿东、西山墙上有后羿射日和嫦娥奔月题材的浮雕。

## 保护
2007年，下霍护国灵贶王庙先后被公布为长子县文物保护单位和长治市文物保护单位。 2013年3月5日，下霍护国灵贶王庙由中华人民共和国国务院公布为第七批全国重点文物保护单位，编号7-0796-3-094。